# Mikael Ishak
Mikael Ishak, né le 31 mars 1993 à Södertälje en Suède, est un footballeur international suédois qui évolue au poste d'attaquant au Lech Poznań.

## Biographie

### En club
Avec le club du Randers FC, il participe à la Ligue Europa. À cette occasion, il inscrit un but contre le club andorran de Sant Julià lors du premier tour de la compétition.

### En équipe nationale
Avec la sélection suédoise, il participe au championnat d'Europe espoirs 2015 organisé en Tchéquie. L'équipe de Suède remporte la compétition en battant le Portugal.
Il reçoit sa première sélection en équipe nationale le 15 janvier 2015 contre la Côte d'Ivoire, et marque son premier but contre la Finlande quatre jours plus tard.

## Palmarès

### En club
Lech Poznań
- Championnat de Pologne (2) :
  - Champion : 2022 et 2025.

### En sélection nationale
Suède espoirs
- Championnat d'Europe espoirs (1) :
  - Vainqueur : 2015